# Upogebia major
Upogebia major är en kräftdjursart som först beskrevs av De Haan 1841.  Upogebia major ingår i släktet Upogebia och familjen Upogebiidae. Inga underarter finns listade i Catalogue of Life.